# Sabicea asperula
Sabicea asperula là một loài thực vật có hoa trong họ Thiến thảo. Loài này được (Ball) Wernham miêu tả khoa học đầu tiên năm 1914.